# Llista de monuments de Viver i Serrateix
Llista de monuments de Viver i Serrateix inclosos en l'Inventari del Patrimoni Arquitectònic Català per al municipi de Viver i Serrateix (Berguedà). Inclou els inscrits en el Registre de Béns Culturals d'Interès Nacional (BCIN) amb la classificació de monuments històrics, els Béns Culturals d'Interès Local (BCIL) de caràcter immoble i la resta de béns arquitectònics integrants del patrimoni cultural català.
| Monument                                                                  | Protecció      | Estil/època                                            | Localització                                                                           | Coordenades                                          | Codi?         | Imatge |
| ------------------------------------------------------------------------- | -------------- | ------------------------------------------------------ | -------------------------------------------------------------------------------------- | ---------------------------------------------------- | ------------- | --- |
| Monestir de Santa Maria de Serrateix                                      | BCIN 448-MH-EN | Romànic, gòtic, neoclassicisme XI-XII, XVI-XVII, XVIII | Viver i Serrateix Serrateix                                                            | 41° 56′ 47″ N, 1° 46′ 36″ E / 41.946275°N,1.776694°E | RI-51-0010218 | Monestir de Santa Maria de Serrateix (Viver i Serrateix) · Vegeu més fotos d'aquest monument · Carregueu una nova foto d'aquest monument        |
| Castellot de Viver                                                        | BCIN 1829-MH   | Medieval                                               | Viver i Serrateix                                                                      | 41° 56′ 37″ N, 1° 48′ 51″ E / 41.943640°N,1.814202°E | RI-51-0005779 | Castellot de Viver (Viver i Serrateix) · Vegeu més fotos d'aquest monument · Carregueu una nova foto d'aquest monument                          |
| Església de Sant Pere, o el Forn, Cal Pastisser                           |                | Preromànic, obra popular X, XVIII                      | Viver i Serrateix Serrateix                                                            | 41° 56′ 48″ N, 1° 46′ 38″ E / 41.946629°N,1.777207°E | IPA-3745      | Església de Sant Pere (Viver i Serrateix) · Vegeu més fotos d'aquest monument · Carregueu una nova foto d'aquest monument                       |
| Església parroquial de Sant Miquel de Viver                               |                | Gòtic, barroc XV, XVII                                 | Viver i Serrateix Viver                                                                | 41° 57′ 22″ N, 1° 48′ 46″ E / 41.956145°N,1.812711°E | IPA-3746      | Església parroquial de Sant Miquel de Viver (Viver i Serrateix) · Vegeu més fotos d'aquest monument · Carregueu una nova foto d'aquest monument |
| Rectoria de Viver                                                         |                | Obra popular XVIII                                     | Viver i Serrateix Viver                                                                | 41° 57′ 22″ N, 1° 48′ 47″ E / 41.956182°N,1.813048°E | IPA-3747      | Carregueu una nova foto d'aquest monument |
| Castell de Viver                                                          |                | Romànic X, XII                                         | Viver i Serrateix Viver, sobre la Masia de Vilanova                                    | 41° 57′ 15″ N, 1° 48′ 34″ E / 41.954113°N,1.809316°E | IPA-3748      | Castell de Viver (Viver i Serrateix) · Vegeu més fotos d'aquest monument · Carregueu una nova foto d'aquest monument                            |
| Església de Sant Vicenç de Navel                                          |                | Romànic XII                                            | Viver i Serrateix Navel                                                                | 41° 56′ 16″ N, 1° 43′ 27″ E / 41.937879°N,1.724232°E | IPA-3750      | Església de Sant Vicenç de Navel (Viver i Serrateix) · Vegeu més fotos d'aquest monument · Carregueu una nova foto d'aquest monument            |
| Masia Navel                                                               |                | Obra popular XVII                                      | Viver i Serrateix Navel                                                                | 41° 56′ 16″ N, 1° 43′ 26″ E / 41.937654°N,1.723821°E | IPA-3751      | Masia Navel (Viver i Serrateix) · Vegeu més fotos d'aquest monument · Carregueu una nova foto d'aquest monument                                 |
| Pont del Molinet                                                          |                | Obra popular XVIII                                     | Viver i Serrateix Serrateix, antic camí de Cardona a Pujol de Planés                   | 41° 56′ 29″ N, 1° 44′ 04″ E / 41.941440°N,1.734331°E | IPA-3753      | Pont del Molinet (Viver i Serrateix) · Vegeu més fotos d'aquest monument · Carregueu una nova foto d'aquest monument                            |
| Església de Sant Joan de Montdarn                                         |                | Romànic, barroc XI, XVIII                              | Viver i Serrateix Montdarn                                                             | 41° 58′ 47″ N, 1° 46′ 53″ E / 41.979596°N,1.781375°E | IPA-3754      | Església de Sant Joan de Montdarn (Viver i Serrateix) · Vegeu més fotos d'aquest monument · Carregueu una nova foto d'aquest monument           |
| Capella del Roc de Sant Joan                                              |                | Paleocristià/tardo-romà                                | Viver i Serrateix Montdarn, prop de l'església de Sant Joan i la masia de Cor-de-roure | 41° 58′ 41″ N, 1° 46′ 51″ E / 41.978155°N,1.780899°E | IPA-3757      | Capella del Roc de Sant Joan (Viver i Serrateix) · Vegeu més fotos d'aquest monument · Carregueu una nova foto d'aquest monument                |
| Masia Cor-de-roure (o Masia Corderoure)                                   |                | Obra popular XVI                                       | Viver i Serrateix Montdarn, davant l'església de Sant Joan                             | 41° 58′ 45″ N, 1° 46′ 52″ E / 41.979277°N,1.781028°E | IPA-3758      | Carregueu una nova foto d'aquest monument |
| Església de Sant Martí del Balaguer, o Església de Sant Martí de Montdarn |                | Romànic XII                                            | Viver i Serrateix Montdarn                                                             | 41° 58′ 23″ N, 1° 46′ 04″ E / 41.972979°N,1.767872°E | IPA-3759      | Església de Sant Martí del Balaguer (Viver i Serrateix) · Vegeu més fotos d'aquest monument · Carregueu una nova foto d'aquest monument         |
| Església de Sant Miquel de Trulls                                         |                | Romànic, obra popular XII                              | Viver i Serrateix Ctra Navàs - Viver i Serrateix, km 5; pista a mà dreta               | 41° 55′ 49″ N, 1° 50′ 56″ E / 41.930268°N,1.848871°E | IPA-3761      | Carregueu una nova foto d'aquest monument |
| Mas Coromines                                                             |                | Obra popular XIV, XVII                                 | Viver i Serrateix Pocs quilòmetres abans d'arribar a Viver                             | 41° 55′ 49″ N, 1° 50′ 07″ E / 41.930360°N,1.835222°E | IPA-3762      | Carregueu una nova foto d'aquest monument |
| Mas Vilanova                                                              |                | Modernisme XX                                          | Viver i Serrateix Viver, davant l'església parroquial                                  | 41° 57′ 23″ N, 1° 48′ 40″ E / 41.956274°N,1.811068°E | IPA-3763      | Mas Vilanova (Viver i Serrateix) · Vegeu més fotos d'aquest monument · Carregueu una nova foto d'aquest monument                                |
| El Mallol o casa el Maiol                                                 |                | Obra popular XVIII, XX                                 | Viver i Serrateix Viver                                                                | 41° 55′ 36″ N, 1° 50′ 22″ E / 41.926583°N,1.839576°E | IPA-3764      | Carregueu una nova foto d'aquest monument |
| Can Sitges o Les Sitges                                                   |                | Obra popular XVII                                      | Viver i Serrateix Viver                                                                | 41° 56′ 44″ N, 1° 49′ 52″ E / 41.945486°N,1.830987°E | IPA-3765      | Carregueu una nova foto d'aquest monument |
| Mas Vilafarrans, o Mas Vilaferrans                                        |                | Obra popular XVIII                                     | Viver i Serrateix Viver                                                                | 41° 56′ 56″ N, 1° 49′ 32″ E / 41.948817°N,1.825533°E | IPA-3766      | Carregueu una nova foto d'aquest monument |
| Capella de Sant Narcís                                                    |                | Barroc, obra popular XVIII                             | Viver i Serrateix Ctra de Viver a Serrateix, poc després de Can Coromines              | 41° 56′ 50″ N, 1° 49′ 22″ E / 41.947310°N,1.822843°E | IPA-3767      | Carregueu una nova foto d'aquest monument |
| Masia el Vilaró                                                           |                | Obra popular XVIII                                     | Viver i Serrateix Viver                                                                | 41° 56′ 50″ N, 1° 49′ 42″ E / 41.947188°N,1.828302°E | IPA-3768      | Carregueu una nova foto d'aquest monument |
| Escardívol o Ca l'Esquerdívol                                             |                | Obra popular XVIII                                     | Viver i Serrateix Viver                                                                | 41° 57′ 30″ N, 1° 48′ 51″ E / 41.958212°N,1.814236°E | IPA-3769      | Carregueu una nova foto d'aquest monument |
| Mas Albesa, Mas Ubesa, o Casa d'Albesa                                    |                | Romànic, gòtic XII, XV, XVII                           | Viver i Serrateix Serrateix, abans km 8, pista de 3 km a mà esquerra                   | 41° 56′ 02″ N, 1° 48′ 10″ E / 41.933997°N,1.802881°E | IPA-3770      | Carregueu una nova foto d'aquest monument |
| Masia les Cots de Sant Joan, o les Cots de Montdarn                       |                | Gòtic, barroc XIV, XVIII                               | Viver i Serrateix Montdarn                                                             | 41° 59′ 31″ N, 1° 46′ 51″ E / 41.991837°N,1.780795°E | IPA-3771      | Masia les Cots de Sant Joan (Viver i Serrateix) · Vegeu més fotos d'aquest monument · Carregueu una nova foto d'aquest monument                 |
| Can Serra                                                                 |                | Obra popular XVII                                      | Viver i Serrateix Montdarn                                                             | 41° 58′ 55″ N, 1° 46′ 42″ E / 41.981814°N,1.778415°E | IPA-3773      | Carregueu una nova foto d'aquest monument |
| Mas Vilajosana, o Mas Vilajussana                                         |                | Obra popular XVIII                                     | Viver i Serrateix Pista asfaltada 2 km abans d'arribar a Serrateix                     | 41° 57′ 38″ N, 1° 46′ 40″ E / 41.960618°N,1.777875°E | IPA-3774      | Carregueu una nova foto d'aquest monument |
| Santamaria (Serrateix), Cal Santamaria, o Mas de Santamaria               |                | Obra popular XVIII                                     | Viver i Serrateix Serrateix                                                            | 41° 56′ 01″ N, 1° 45′ 45″ E / 41.933542°N,1.762452°E | IPA-3775      | Carregueu una nova foto d'aquest monument |
| Capella de Cal Santamaria, o Capella del Mas de Santamaria                |                | Barroc, obra popular XVII                              | Viver i Serrateix Serrateix, davant de Cal Santamaria                                  | 41° 56′ 02″ N, 1° 45′ 42″ E / 41.934007°N,1.761762°E | IPA-3776      | Carregueu una nova foto d'aquest monument |
| Cal Bernat                                                                |                | Obra popular XVII                                      | Viver i Serrateix Serrateix, prop del Mas Santamaria                                   | 41° 55′ 26″ N, 1° 45′ 55″ E / 41.923755°N,1.765270°E | IPA-3777      | Carregueu una nova foto d'aquest monument |
| Sant Just (Serrateix), o Masia Santjust                                   |                | Obra popular, barroc XVII                              | Viver i Serrateix Camí de Serrateix a Castelladral, pista a mà dreta                   | 41° 55′ 40″ N, 1° 46′ 38″ E / 41.927770°N,1.777308°E | IPA-3778      | Carregueu una nova foto d'aquest monument |
| Ermita de Sant Just i Sant Pastor                                         |                | Obra popular XVII                                      | Viver i Serrateix Casa Sant Just, prop del camí de Castelladral                        | 41° 55′ 41″ N, 1° 46′ 38″ E / 41.927977°N,1.777319°E | IPA-3779      | Carregueu una nova foto d'aquest monument |
| Cal Savés o Can Severs                                                    |                | Obra popular XVIII                                     | Viver i Serrateix Passat Serrateix, direcció a Cardona, per carretera a 2,3 km         | 41° 56′ 03″ N, 1° 44′ 53″ E / 41.934081°N,1.748040°E | IPA-3780      | Cal Savés (Viver i Serrateix) · Vegeu més fotos d'aquest monument · Carregueu una nova foto d'aquest monument                                   |
| Casa les Cots de Serrateix                                                |                | Obra popular XVII, XIX                                 | Viver i Serrateix Serrateix, camí a les Cots                                           | 41° 56′ 15″ N, 1° 46′ 04″ E / 41.937519°N,1.767871°E | IPA-3781      | Vegeu més fotos d'aquest monument · Carregueu una nova foto d'aquest monument                                                                   |
| Mas Puigventós                                                            |                | Obra popular XVI, XVIII                                | Viver i Serrateix Serrateix, camí a Santamaria                                         | 41° 56′ 03″ N, 1° 45′ 40″ E / 41.934265°N,1.761081°E | IPA-3782      | Carregueu una nova foto d'aquest monument |
| Cal Forner                                                                |                | Obra popular XVIII                                     | Viver i Serrateix Serrateix                                                            | 41° 56′ 29″ N, 1° 46′ 20″ E / 41.941438°N,1.772282°E | IPA-3783      | Carregueu una nova foto d'aquest monument |
| La Caseta                                                                 |                | Obra popular XVIII                                     | Viver i Serrateix Serrateix                                                            | 41° 56′ 44″ N, 1° 46′ 33″ E / 41.945454°N,1.775800°E | IPA-3784      | Carregueu una nova foto d'aquest monument |
| Cal Sastre                                                                |                | Obra popular XIX                                       | Viver i Serrateix Viver, prop de l'església parroquial de Sant Miquel                  | 41° 57′ 19″ N, 1° 48′ 50″ E / 41.955367°N,1.813902°E | IPA-3785      | Carregueu una nova foto d'aquest monument |
| Cal Fatget                                                                |                | Obra popular XIX                                       | Viver i Serrateix Viver                                                                | 41° 56′ 30″ N, 1° 49′ 36″ E / 41.941583°N,1.826697°E | IPA-3786      | Carregueu una nova foto d'aquest monument |
| Capdecosta                                                                |                | Obra popular XIX                                       | Viver i Serrateix Serrateix, camí a Cardona                                            | 41° 56′ 21″ N, 1° 45′ 21″ E / 41.939209°N,1.755759°E | IPA-3788      | Cap de Costa (Viver i Serrateix) · Vegeu més fotos d'aquest monument · Carregueu una nova foto d'aquest monument                                |
| Masia el Quer                                                             |                | Obra popular XVIII                                     | Viver i Serrateix Serrateix                                                            | 41° 57′ 01″ N, 1° 46′ 33″ E / 41.950393°N,1.775697°E | IPA-3789      | Carregueu una nova foto d'aquest monument |
| Masia les Cases                                                           |                | Obra popular XIX                                       | Viver i Serrateix Montdarn                                                             | 41° 58′ 49″ N, 1° 46′ 07″ E / 41.980343°N,1.768663°E | IPA-3790      | Carregueu una nova foto d'aquest monument |
| Cal Peirot, o Can Pairot                                                  |                | Obra popular XIX                                       | Viver i Serrateix Montdarn                                                             | 41° 58′ 50″ N, 1° 45′ 44″ E / 41.980512°N,1.762111°E | IPA-3791      | Carregueu una nova foto d'aquest monument |
| Mas El Pla de Sogues                                                      |                | Obra popular XIX                                       | Viver i Serrateix Montdarn                                                             | 41° 58′ 32″ N, 1° 48′ 25″ E / 41.975534°N,1.807077°E | IPA-3792      | Carregueu una nova foto d'aquest monument |
| Cal Calveres                                                              |                | Obra popular XIX                                       | Viver i Serrateix Serrateix                                                            | 41° 56′ 56″ N, 1° 47′ 01″ E / 41.948785°N,1.783717°E | IPA-3793      | Carregueu una nova foto d'aquest monument |
| Cal Sala                                                                  |                | Obra popular XIX                                       | Viver i Serrateix Viver                                                                | 41° 56′ 38″ N, 1° 49′ 20″ E / 41.944017°N,1.822093°E | IPA-3794      | Carregueu una nova foto d'aquest monument |
| Palau abacial de Santa Maria de Serrateix                                 |                | Obra popular, neoclassicisme XIV, XVIII                | Viver i Serrateix Adossat a l'església de Santa Maria, al cantó sud                    | 41° 56′ 46″ N, 1° 46′ 35″ E / 41.946242°N,1.776440°E | IPA-30557     | Palau abacial de Santa Maria de Serrateix (Viver i Serrateix) · Vegeu més fotos d'aquest monument · Carregueu una nova foto d'aquest monument   |
| Molí proper al Mas Trems                                                  |                | Obra popular                                           | Viver i Serrateix Sota el Mas Trems de Serrateix                                       | 41° 56′ 44″ N, 1° 44′ 57″ E / 41.945418°N,1.749296°E | IPA-30559     | Carregueu una nova foto d'aquest monument |